# Mexicali (község)
Mexicali község Mexikó Alsó-Kalifornia államának északkeleti részén, az egész ország legészakabban fekvő és 9. legnagyobb területű községe. 2010-ben lakossága kb. 937 000 fő volt, ebből mintegy 690 000-en laktak a községközpontban, Mexicaliban, a többi 247 000 lakos a község területén található 1649 kisebb településen élt.

## Fekvése
Mexicali az ország legészakabbi községe, Alsó-Kalifornia állam északi részén, az Amerikai Egyesült Államok határán terül el. A nagy területű község felszíne igen változatos. Keleti felét az alacsony tengerszint feletti magasságban elterülő Altar-sivatag foglalja el, ennek északi részén található a települések többsége, maga Mexicali város is. Egy kisebb településcsoport még a déli végében is elhelyezkedik: San Felipe és környéke. A község északi felében északról délre húzódik egy alacsonyabb, legfeljebb 500–600 méter magas hegylánc, melytől nyugatra ismét egy alacsonyan fekvő völgyvonulat fekszik, ennek nyugati részén pedig (Tecate és Ensenada községek határán) egy újabb, magasabbra nyúló hegylánc emelkedik, ennek néhány csúcsa már az 1700 métert is meghaladja. A község délnyugati sarkában még egy alacsonyan fekvő síkság terül el, annak csücskében pedig már a Sierra San Pedro Mártir hegység 2000 métert is meghaladó csúcsai vannak. Ugyancsak Mexicali község területén található az egész ország legmélyebben fekvő része, a tenger szintje alatt körülbelül 5 méterrel elterülő Laguna Salada nevű időszakos tó.
A rendkívül száraz éghajlat miatt a területen állandó vízfolyás nincs, csak a messzi északról érkező és a Kaliforniai-öbölbe a község határán torkolló Colorado folyó és annak mellékfolyója, a Río Hardy. Időszakos vízfolyásai közül nagyobbak az Agua Grande, az Arroyo de Enmedio, az Arroyo Grande, az Arroyo Viejo, az El Arrabal, az El Borrego, az El Mayor, az El Palomar, a Huatamote, a La Ventana, a Las Cuevitas, és a Taraíso. Egy nagy területű sóstó is található a községközponttól délnyugati irányban. A község területének csak 16%-át hasznosítja a mezőgazdaság, a többi terület nagyrészt sivatagos, bozótos.

## Élővilág
A száraz, forró éghajlatú község területén főként az ilyen szélsőséges körülményeket elviselni képes fajok telepedtek meg. Növényei közül jellemzők többek között a nagytobozú sárgafenyő, az amerikai sárgafenyő, különféle cédrusok, a madroño, a guata, a mezquitillo, a canutillo, a jojoba, a mexcalito, a zacate, az Adenostoma sparsifolium, a zsálya, a Quercus berberidifolia nevű tölgy, különböző perjefélék, az Atriplex canescens nevű cserje és az Euphorbia indivisa.
A sivatagban sokféle kígyó, gyík és leguán él, emlősei közül gyakoriak a denevérek, nyulak, mókusok, prérifarkasok, rókák, mosómedvék, az amerikai borz, a bűzösborzfélék, szarvasok és a kanadai vadjuh, madarai közül pedig a nyílfarkú réce és egyéb récék, gyalogkakukkok, baglyok, sirályok és pelikánok. Tengeri állatai közül pedig említésre érdemes a Totoaba macdonaldi nevű endémikus hal, különféle harcsák, pontyok, nyelvhalfélék, polipok, cápák és fűrészesrájafélék.

## Népesség
A község lakóinak száma a közelmúltban rendkívül gyorsan növekedett, a változásokat szemlélteti az alábbi táblázat:
| Év   | Lakosság |
| ---- | -------- |
| 1990 | 601 938  |
| 1995 | 696 034  |
| 2000 | 764 602  |
| 2005 | 855 962  |
| 2010 | 936 826  |

## Települései
A községben 2010-ben 1650 lakott helyet tartottak nyilván, de nagy részük igen kicsi: 1008 településen 10-nél is kevesebben éltek. A jelentősebb helységek:
| Település                                             | Lakosság (2010) |
| ----------------------------------------------------- | --------------- |
| Mexicali (községközpont)                              | 689 775         |
| Santa Isabel                                          | 29 311          |
| Ciudad Guadalupe Victoria (Kilómetro Cuarenta y Tres) | 17 119          |
| San Felipe                                            | 16 702          |
| Puebla                                                | 15 168          |
| Progreso                                              | 12 557          |
| Ciudad Morelos (Cuervos)                              | 8243            |
| Colonia Venustiano Carranza (La Carranza)             | 6098            |
| Ciudad Coahuila (Kilómetro Cincuenta y Siete)         | 5617            |
| Vicente Guerrero (Algodones)                          | 5474            |
| Delta (Estación Delta)                                | 5180            |
| Ejido Hermosillo                                      | 5101            |
| Benito Juárez (Ejido Tecolotes)                       | 4167            |
| Nuevo León                                            | 3655            |
| Poblado Paredones                                     | 3332            |
| Michoacán de Ocampo                                   | 3086            |
| Ejido Hechicera                                       | 2517            |
| Viñas del Sol                                         | 2509            |
| Ejido Sinaloa (Estación Kasey)                        | 2505            |
| Ejido Lázaro Cárdenas (La Mosca)                      | 2463            |
| Poblado Lázaro Cárdenas (La Veintiocho)               | 2388            |
| Ejido Quintana Roo                                    | 2311            |